# Портеус, Райан
Райан Портеус (англ. Ryan Porteous; род. 25 марта 1999, Далкит) — шотландский футболист, защитник английского клуба «Уотфорд» и сборной Шотландии. Участник чемпионата Европы 2024.

## Карьера

### Клубная
Воспитанник академии «Хиберниана». Начинал заниматься футболом в эдинбургском клубе «Эдина Хибс» и проявив себя переехал в академию «Абердина». По настоянию отца в 13 лет вернулся в Эдинбург и перешёл в академию «Хиберниана», за который болеет с детства. В составе молодёжной команды клуба выиграл дубль в сезоне 2017/18: молодёжный чемпионат и кубок страны. В сезоне 2016/17 так же играл в аренде за «Эдинбург Сити» и заслужил лестных отзывов от главного тренера команды.
За основной состав «Хибс» дебютировал в 2017 году в матче Кубка Лиги против «Монтроза». Завоевал место в основном составе команды в сезоне 2020/21 и помог ей завершить чемпионат на третьем месте, а так же выйти в финал Кубка Шотландии. В сезоне 2021/22 был признан лучшим молодым игроком сезона внутри команды.
В феврале 2021 года футболиста хотел приобрести английский клуб «Миллуол», но их предложение было отклонено «Хибернианом».
В ноябре 2022 года «Хиберниан» объявил о том, что клубу не удалось договориться с защитником о новом контракте, и он покинет команду по истечении действующего соглашения. Футболистом интересовались итальянский «Удинезе», французская «Тулуза» и английский «Блэкберн Роверс», но 27 ноября 2023-о было объявлено о том, что Райан подписал контракт с «Уотфордом», который за дополнительную сумму оформил переход игрока уже в зимнее трансферное окно, не дожидаясь окончания контракта.
Защитник отметился голом в своём первом же матче за новую команду против «Бёрнли» и быстро завоевал любовь местных фанатов, которые прозвали его «шотландским Бобби Муром».

### Международная
Играл за различные молодёжные сборные Шотландии до 19, 20 и 21 года. В составе молодёжной сборной принимал участие в Турнире в Тулоне, на котором сборная заняла четвёртое место, проиграв по пенальти сверстникам из Турции.
За основную сборную Шотландии дебютировал в матче Лиги Наций против Украины в сентябре 2022 года после того как травмы получили основные защитники Киран Тирни и Скотт Маккенна. Игра завершилась со счётом 0-0 благодаря уверенной игре сборной в обороне, в том числе и со стороны Райна, который заслужил особенной похвалы от главного тренера команды и партнёров по сборной.
7 июня 2024 года был включён в состав на чемпионат Европы 2024 года в Германии. Неделю спустя он вышел в стартовом матче турнира против хозяев турнира и на 45-й минуте получил красную карточку за фол на Илкае Гюндогане. Фол также повлёк пенальти, который реализовал Кай Хаверц и сделал счет 3:0 при итоговом счёте 5:1 в пользу немцев. Позже УЕФА объявил, что Портеус будет дисквалифицирован на две последние игры группового этапа Шотландии за «серьезную грубую игру».

## Личная жизнь
С детства болеет за «Хиберниан»
Сестра Райана, Эмма Портеус, так же футболистка. Воспитанница женской академии «Хибс», она играла за женскую команду «Хиберниана» прежде чем переехать в США.
Является участником благотворительного фонда Common Goal, который поддерживает футбольные благотворительные организации по всему миру. В рамках проекта Райан отдаёт на нужды фонда 1 % своей зарплаты.
В 2022 году молодой футболист оказался в центре скандала после того как прогуливаясь по родному Далкиту бросил пластиковый стакан в женщину и нанёс ей травму головы. Футболист полностью признал свою вину, выплатил штраф, а так же компенсацию пострадавшей. «Хиберниан» официально так же осудил поступок своего футболиста и применил к нему внутренние санкции.

## Достижения

### Командные достижения
«Хиберниан»
- Финалист Кубка Шотландии: 2020/21
- Финалист Кубка шотландской лиги: 2021/22
- Победитель Юношеского Кубка Шотландии: 2017/18
- Победитель Лиги Развития: 2017/2018

### Личные достижения
- Молодой игрок года по версии одноклубников: 2021/22 («Хиберниан»)